# Crise monétaire
Une crise monétaire est une crise économique qui touche la monnaie d’un pays ou d'un ensemble de pays. Le terme, polysémique, recouvre des réalités diverses telles que des crises de liquidité, des dévaluations ou appréciations brutales, ou des phénomènes d'hyperinflation. Dans tous les cas, une crise monétaire mène la devise nationale à connaître de fortes variations par rapport aux autres. Les crises monétaires peuvent avoir des conséquences graves, telles qu'une propagation à une crise bancaire, la perte de confiance des investisseurs, ou encore la fuite de capitaux.

## Concept
Léon Walras, dans ses Cours d'économie appliquée, donne une première définition de la crise monétaire comme étant celle occasionnée par la réduction rapide de la masse monétaire. Cette définition est toutefois limitée en ce qu'elle ne prend pas en compte des situations d'augmentation brutale de la masse monétaire, ou de crise de changes.
La crise monétaire est généralement définie comme une situation brutale et abrupte de dérèglement de la monnaie. Ce dérèglement peut avoir plusieurs modalités : l'hyperinflation donne lieu à une situation de crise monétaire dès lors que les autorités ne peuvent faire revenir l'inflation à un taux acceptable ; la fuite de capitaux donne lieu à une dévaluation brutale de la monnaie et, parfois, à l'incapacité pour l’État de payer ses obligations, et donc au défaut souverain.
Les crises monétaires peuvent être, plus précisément, des crises de change. Il s'agit alors pour un pays d'une difficulté à avoir accès à une devise qu'elle doit nécessairement posséder pour, par exemple, rembourser sa dette extérieure. Les pays en développement ont été particulièrement touchés par ce cas de figure dans les années 1990. Cela a mené à la mise en place de règles visant à limiter le risque des crises de change, comme la règle de Greenspan-Guidotti.
Le montant exact de chute de valeur d'une monnaie qui doit avoir lieu pour que la situation puisse être qualifiée de crise de change est indéfini. Carmen Reinhart et Kenneth Rogoff ont estimé le montant à -15 % en une année dans un article de 2010. La question fait toujours l'objet de débats.
La récurrence de crises monétaires au début du XXe siècle, et notamment pendant l'entre-deux-guerres, a mené à la conclusion d'accords internationaux multilatéraux visant à réguler le système monétaire international. Le plus important de ces accords est l'accord de Bretton Woods.

## Historique

### Avant leXVIIIesiècle
Les crises monétaires débutent avec la création des monnaies. Bruno Théret considère la crise monétaire comme consubstantielle à la monnaie, dès lors que la monnaie est utilisée non seulement comme moyen d'échange, mais aussi comme réserve de valeur et pour des motifs de précaution et de spéculation.  
Une des plus anciennes crises monétaires connues est celle que connaît l'Empire romain au IIIe siècle apr. J.-C..  
La France connaît des crises monétaires violentes durant la première moitié du XVIe siècle, du fait de la désorganisation du système monétaire et des guerres européennes.

### DuXVIIIesiècleauXIXesiècle
L'épisode des assignats durant la Révolution française provoque une crise monétaire. 
Une crise monétaire brutale frappe le Royaume-Uni en 1825. Cela est dû à une rupture du canal bancaire, car 63 banques provinciales doivent suspendre leurs paiements. La Banque d'Angleterre empêche la crise monétaire de devenir une crise bancaire en mobilisant ses réserves d'or et d'argent ; la Banque de France doit lui prêter main-forte en lui envoyant des lingots d'or.
La France subit une crise monétaire en septembre 1857.

### DuXIXesiècleauXXesiècle
Le Royaume-Uni connaît une nouvelle crise monétaire en 1967. À la suite du rejet par la France de son intégration au sein de la Communauté économique européenne, la livre sterling subit une crise monétaire qui voit sa dévaluation brutale. Les évènements de Mai 68 causent également une crise pour le franc français.
La mondialisation permet aux États de s'endetter auprès d'acteurs étrangers de manière plus massive que par le passé, et dans des devises qu'ils ne détiennent qu'en petite quantité. Cela empêche la disparition des crises de changes.
L'Europe connaît une crise monétaire au début des années 1990. Cette crise de change est due à des mouvements de capitaux internationaux de grande ampleur, qui remettent le système de parités quasi-fixes du Système monétaire européen. Cette crise monétaire accompagne une crise économique. L'Italie est particulièrement touchée du fait d'une situation macroéconomique défavorable : le pays a accumulé un solde commercial structurel déficitaire, une dette jugée insoutenable, et vit dans un contexte déflationniste avec une hausse de ses taux d'intérêt.
La Turquie vit des phases de crises monétaires en 2000 et en 2001. Elle se trouve en situation d'illiquidité et d'inflation galopante.

### Depuis leXXesiècle
L'Argentine vit une crise monétaire à partir de 2001 et durant les années suivantes. Sa situation est due à l'arrimage du peso argentin au dollar américain en 1991, qui craque dix ans plus tard et rend l'Argentine insolvable.